# Jan Klompsma
Derk Jan (Jan) Klompsma (Middelstum, 20 maart 1928 – Winsum, 21 december 2021) was een Nederlandse tekstdichter. Hij schreef hoorspelen, verhalen en liedteksten, voornamelijk in het Gronings.

## Maatschappelijke loopbaan
Jan Klompsma begon zijn maatschappelijke carrière in 1954 als programmaleider bij de RONO waar hij opklom tot directeur.
In januari 1965 maakte hij de overstap naar de VPRO waar hij hoofd radio werd. Bij de paleisrevolutie binnen die omroepvereniging moest ook Jan Klompsma het veld ruimen en hij vertrok in 1974 om beheerder te worden bij de Rabobank op Schiermonnikoog.

## Politieke loopbaan
Hij was actief in de eilander politiek, in eerste instantie voor Schiermonnikoogs Belang en op 15 november 1985 richtte hij de Schiermonnikoger Volkspartij op.
In januari 1984 verliet hij de bank en in augustus 1987 het eiland en daarmee ook de gemeenteraad.

## Literaire loopbaan
In de jaren 50 van de twintigste eeuw schreef Klompsma met enige regelmaat stukjes in het Nieuwsblad van het Noorden in het Gronings. Ook was hij in 1956 een van de oprichters en penningmeester van de Grunneger Schrieverskring.

## Publicaties (onvolledig)
- Hoort naar ons lied. Sunner Meertenverskes. (samen met David Hartsema), 1963.
- Max en Maurits. Wilhelm Busch zien verhoal over twei deugenaiten, ien 't Grunnegers overzet. (1980)

- Gemeinsame Normdatei: 1025074750
- International Standard Name Identifier: 0000 0003 7664 8957
- Nederlandse Thesaurus van Auteursnamen: 068231881
- Virtual International Authority File: 254014162
- WorldCat: E39PBJwRQxdPG6bVrfVDv7FFrq